# An-Quang-Pagode

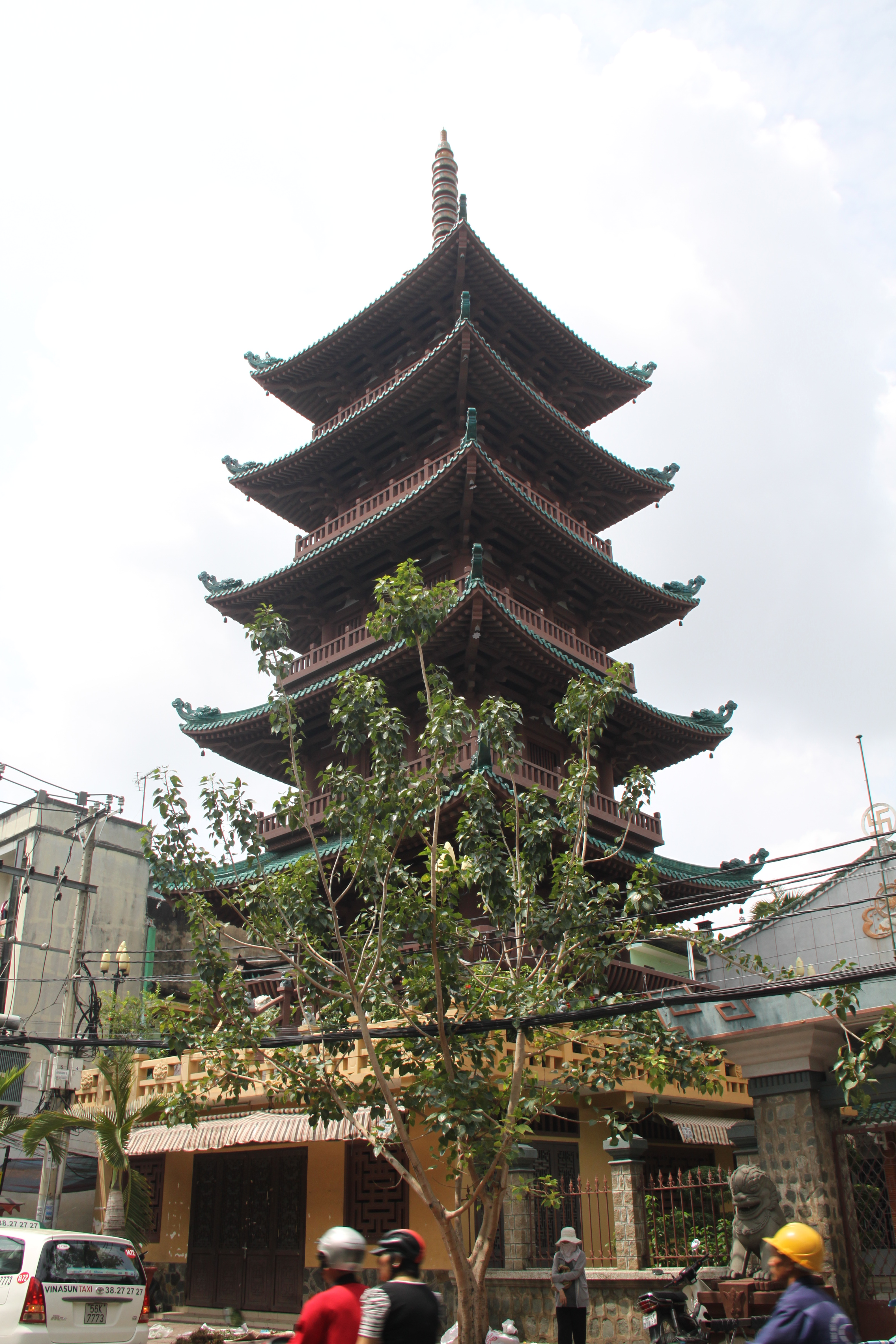
Die An-Quang Pagode in Ho-Chi-Minh-Stadt

Die An-Quang-Pagode (vietnamesisch Ấn Quang tự oder Chùa Ấn Quang, auch Ung Quang, chinesisch 印光寺) in der Su-Van-Hanh-Straße im 10. Bezirk in Ho-Chi-Minh-Stadt (früher „Saigon“) ist ein Ort der Begegnung für Repräsentanten des Buddhismus und Sitz des Instituts für Dharma-Verkündung. Obwohl die Pagode erst seit 1948 besteht, spiegelt sie doch die wechselvolle Geschichte und Entwicklung des vietnamesischen Buddhismus seit mehr als einem halben Jahrhundert wider. 

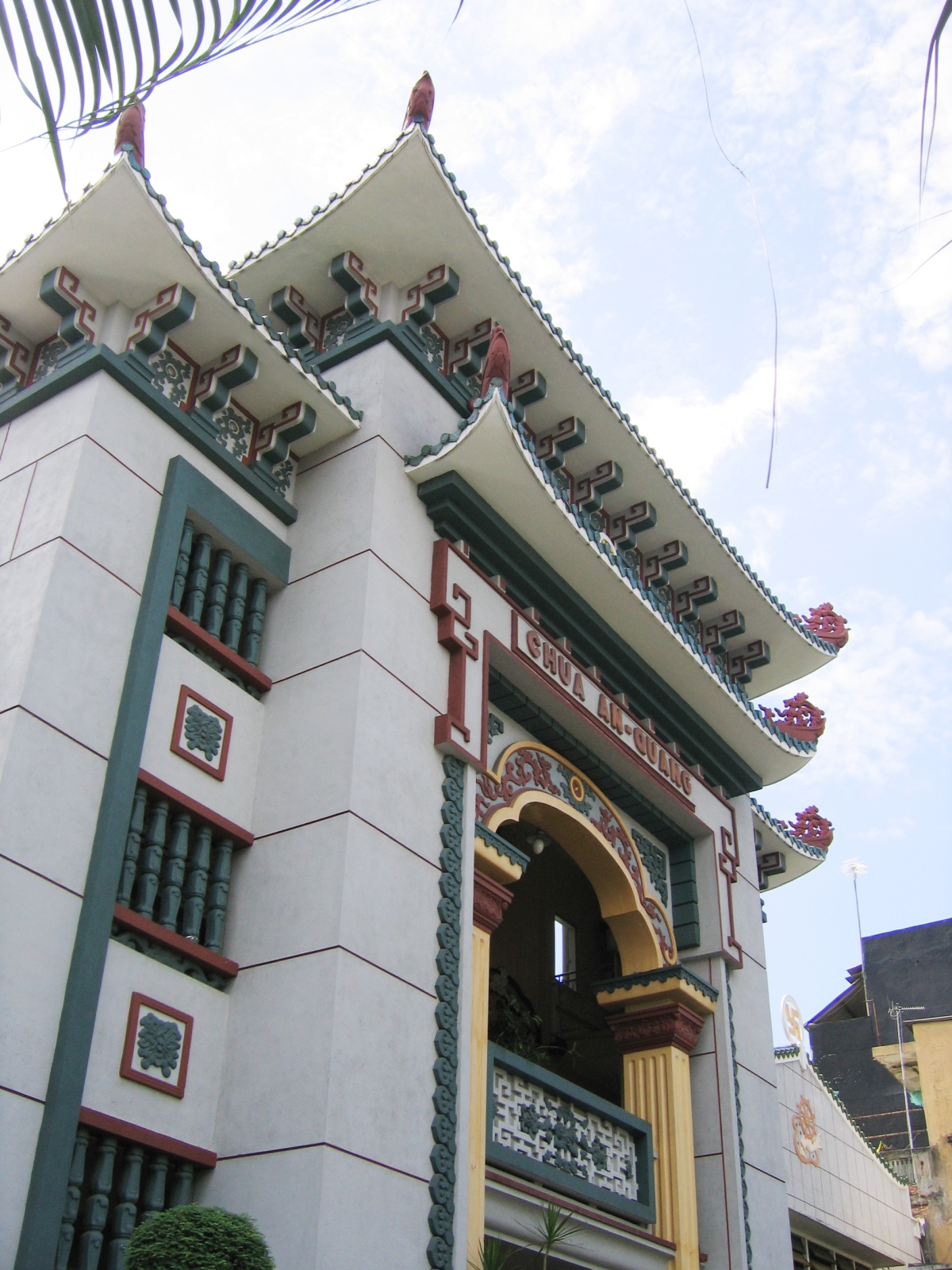
Eingangsbereich der An-Quang-Pagode

Zunächst war es nur ein kleines Gebäude mit dem Namen vietnamesisch Ứng Quang, das von Thích Trí Hữu errichtet und 1950 an Thích Thiện Hòa (1907–1978) übergeben wurde. Dieser ließ die Haupthalle umgestalten und weitere Räume anbauen. 1951 wurde das Gebäude in „Ấn Quang“ umbenannt und im Juli 1953 offiziell als „Chùa Ấn Quang“ geweiht. Hier befand sich nach dem Zweiten Weltkrieg von 1959 bis 1963 das Zentrum buddhistischer Aktivitäten, der Sitz der Hochschule für Buddhistische Studien und die Zentrale des Bundes Vereinigter Buddhisten in Vietnam. Die Gebäude der Pagode wurden laufend vermehrt und ausgebaut und neben einem großen Auditorium und einer Bibliothek kam es auch zum Bau einiger Wirtschaftsgebäude, wie Druckerei, Verlag und Räucherkerzenerzeugung. Die Bedeutung der Pagode liegt in der großen Zahl von Dharmalehrern, die hier gemeinsam mit tausenden Mönchen und Nonnen ihre fundierte Ausbildung erhalten haben.
Heute dient die Pagode als Zentrale des Buddhistischen Sangha von Ho Chi Minh Stadt.
Zu den Gründern des An Quang Buddhist Institute im Jahr 1949 gehörte unter anderem Thích Nhất Hạnh.